# Atalanta Bergamasca Calcio 1979-1980
Questa pagina raccoglie i dati riguardanti l'Atalanta Bergamasca Calcio nelle competizioni ufficiali della stagione 1979-1980.

## Stagione
Dopo la retrocessione dalla massima serie, la stagione attuale per l'Atalanta si rivela più complicata del previsto, per via dei molti pareggi (16), ma anche a causa dei numerosi giovani presenti in rosa, la squadra nerazzurra risulta indebolita dalle cessioni estive, tanto da far stazionare la squadra nella parte bassa della classifica. In primavera nel momento decisivo del torneo, grazie alla sua esperienza, l'allenatore Titta Rota riesce a riaggiustare la situazione, ben spalleggiato dall'apporto sostanzioso di Augusto Scala e raggiungere un tranquillo centro classifica con 38 punti.
In Coppa Italia il cammino dei neroazzurri si interrompe al primo turno a gironi a causa dei pareggi con SPAL e Sambenedettese, e delle sconfitte con Inter e Bologna.

## Organigramma societario
Area direttiva
- Presidente: Achille Bortolotti
- Vice presidenti: Enzo Sensi e Ivan Ruggeri
- Amministr. delegato: Franco Morotti
- Segretario: Giacomo Randazzo

Area tecnica
- Direttore sportivo: Francesco Landri
- Allenatore: Titta Rota
- Vice allenatore: Zaccaria Cometti

Area sanitaria
- Medico sociale: Pier Luigi Cavalli
- Massaggiatore: Renzo Cividini

## Rosa
| N. |                   | Ruolo | Calciatore              |
| -- | ----------------- | ----- | ----------------------- |
|    | Italia (bandiera) | P     | Giancarlo Alessandrelli |
|    | Italia (bandiera) | P     | Maurizio Memo           |
|    | Italia (bandiera) | D     | Daniele Filisetti       |
|    | Italia (bandiera) | D     | Giovanni Mei            |
|    | Italia (bandiera) | D     | Danio Montani           |
|    | Italia (bandiera) | D     | Gian Filippo Reali      |
|    | Italia (bandiera) | D     | Massimo Storgato        |
|    | Italia (bandiera) | D     | Giovanni Vavassori      |
|    | Italia (bandiera) | C     | Fulvio Bonomi           |
|    | Italia (bandiera) | C     | Battista Festa          |

| N. |                   | Ruolo | Calciatore           |
| -- | ----------------- | ----- | -------------------- |
|    | Italia (bandiera) | C     | Valter Mostosi       |
|    | Italia (bandiera) | C     | Gian Pietro Percassi |
|    | Italia (bandiera) | C     | Antonio Rocca        |
|    | Italia (bandiera) | C     | Augusto Scala        |
|    | Italia (bandiera) | A     | Ezio Bertuzzo        |
|    | Italia (bandiera) | A     | Giancarlo Finardi    |
|    | Italia (bandiera) | A     | Salvatore Garritano  |
|    | Italia (bandiera) | A     | Maurizio Schincaglia |
|    | Italia (bandiera) | A     | Angelo Zambetti      |

## Risultati

### Campionato

#### Girone di andata
| Arbitro: | Colasanti (Roma) |

|             |           |  |
| Gaudino 85’ | Marcatori |  |

| Arbitro: | Tani (Livorno) |

|                                              |           |                           |
| F. Speggiorin 60’ (aut.) A. Scala 90’ (rig.) | Marcatori | 30’ Zandoli 73’ A. Bordon |

| Arbitro: | Reggiani (Bologna) |

|           |           |               |
| Miani 51’ | Marcatori | 65’ Vavassori |

| Arbitro: | Panzino (Catanzaro) |

|  |           |               |
|  | Marcatori | 41’ Filisetti |

| Arbitro: | Parussini (Udine) |

|                           |           |  |
| Festa 47’ Schincaglia 80’ | Marcatori |  |

| Arbitro: | Mattei (Macerata) |

|               |           |           |
| Bonisegna 88’ | Marcatori | 31’ Reali |

| Arbitro: | Redini (Pisa) |

|                                          |           |                        |
| Schincaglia 11’, 39’ A. Scala 66’ (rig.) | Marcatori | 55’ (rig.) Passalacqua |

| Bergamo 4 novembre 1979 8ª giornata | Atalanta        | 0 – 0 | Palermo | Stadio Comunale\| Arbitro: \| Menegali (Roma) \| |
| Arbitro:                            | Menegali (Roma) |       |         |                                                  |

| Arbitro: | Reggiani (Bologna) |

|                           |           |              |
| Podavini 58’ B. Mutti 86’ | Marcatori | 65’ Bertuzzo |

| Arbitro: | Castaldi (Vasto) |

|              |           |  |
| A. Scala 85’ | Marcatori |  |

| Arbitro: | Patrussi (Arezzo) |

|             |           |  |
| Manfrin 70’ | Marcatori |  |

| Bergamo 2 dicembre 1979 12ª giornata | Atalanta         | 0 – 0 | Como | Stadio Comunale\| Arbitro: \| Casarin (Milano) \| |
| Arbitro:                             | Casarin (Milano) |       |      |                                                   |

| Arbitro: | Lanese (Messina) |

|  |           |             |
|  | Marcatori | 9’ Bertuzzo |

| Arbitro: | Materassi (Firenze) |

|                                   |           |              |
| A. Scala 12’ (rig.) Garritano 63’ | Marcatori | 50’ Biagetti |

| Arbitro: | Milan (Treviso) |

|             |           |  |
| Cannata 80’ | Marcatori |  |

| Arbitro: | Lattanzi (Roma) |

|  |           |               |
|  | Marcatori | 39’ Gibellini |

| Bergamo 13 gennaio 1980 17ª giornata | Atalanta          | 0 – 0 | Taranto | Stadio Comunale\| Arbitro: \| Parussini (Udine) \| |
| Arbitro:                             | Parussini (Udine) |       |         |                                                    |

| Arbitro: | Lops (Torino) |

|             |           |               |
| Roselli 80’ | Marcatori | 63’ Garritano |

| Arbitro: | Giaffreda (Roma) |

|  |           |             |
|  | Marcatori | 16’ Beretta |

#### Girone di ritorno
| Bergamo 3 febbraio 1980 20ª giornata | Atalanta            | 0 – 0 | Bari | Stadio Comunale\| Arbitro: \| Materassi (Firenze) \| |
| Arbitro:                             | Materassi (Firenze) |       |      |                                                      |

| Arbitro: | Facchin (Udine) |

|                                  |           |               |
| G. Gori 10’ A. Bordon 57’ (rig.) | Marcatori | 60’ Garritano |

| Arbitro: | Castaldi (Vasto) |

|              |           |  |
| Bertuzzo 80’ | Marcatori |  |

| Bergamo 24 febbraio 1980 23ª giornata | Atalanta         | 0 – 0 | Pistoiese | Stadio Comunale\| Arbitro: \| Benedetti (Roma) \| |
| Arbitro:                              | Benedetti (Roma) |       |           |                                                   |

| Arbitro: | Colasanti (Roma) |

|            |           |  |
| Romiti 23’ | Marcatori |  |

| Arbitro: | Redini (Pisa) |

|              |           |  |
| A. Scala 32’ | Marcatori |  |

| Arbitro: | Lanese (Messina) |

|             |           |  |
| Bilardi 73’ | Marcatori |  |

| Arbitro: | Falzier (Treviso) |

|                |           |              |
| Montenegro 33’ | Marcatori | 62’ Bertuzzo |

| Arbitro: | Vitali (Bologna) |

|  |           |             |
|  | Marcatori | 15’ Maselli |

| Parma 5 aprile 1980 29ª giornata | Parma                 | 0 – 0 | Atalanta | Stadio Ennio Tardini\| Arbitro: \| Ballerini (La Spezia) \| |
| Arbitro:                         | Ballerini (La Spezia) |       |          |                                                             |

| Arbitro: | Prati (Parma) |

|                         |           |  |
| Reali 74’ Garritano 87’ | Marcatori |  |

| Arbitro: | Mattei (Macerata) |

|                |           |  |
| Cavagnetto 29’ | Marcatori |  |

| Arbitro: | D'Elia (Salerno) |

|                                 |           |             |
| A. Scala 19’, 28’ Garritano 62’ | Marcatori | 26’ Monelli |

| Lecce 4 maggio 1980 33ª giornata | Lecce         | 0 – 0 | Atalanta | Stadio Via del Mare\| Arbitro: \| Redini (Pisa) \| |
| Arbitro:                         | Redini (Pisa) |       |          |                                                    |

| Bergamo 11 maggio 1980 34ª giornata | Atalanta        | 0 – 0 | Pisa | Stadio Comunale\| Arbitro: \| Lattanzi (Roma) \| |
| Arbitro:                            | Lattanzi (Roma) |       |      |                                                  |

| Arbitro: | Pezzella (Frattamaggiore) |

|             |           |              |
| De Poli 30’ | Marcatori | 53’ Bertuzzo |

| Taranto 25 maggio 1980 36ª giornata | Taranto          | 0 – 0 | Atalanta | Stadio Erasmo Iacovone\| Arbitro: \| D'Elia (Salerno) \| |
| Arbitro:                            | D'Elia (Salerno) |       |          |                                                          |

| Arbitro: | Benedetti (Roma) |

|              |           |             |
| Bertuzzo 28’ | Marcatori | 90’ Sartori |

| Arbitro: | Leni (Perugia) |

|  |           |                          |
|  | Marcatori | 50’ Bonomi 53’ Vavassori |

### Coppa Italia

#### Quarto Girone
| Arbitro: | Milan (Treviso) |

|              |           |           |
| Bertuzzo 76’ | Marcatori | 16’ Giani |

| 26 agosto 1979 2ª giornata |  | – Turno riposo Atalanta |  |  |

| San Benedetto del Tronto 2 settembre 1979 3ª giornata | Sambenedettese   | 0 – 0 | Atalanta | Stadio Fratelli Ballarin\| Arbitro: \| Vitali (Bologna) \| |
| Arbitro:                                              | Vitali (Bologna) |       |          |                                                            |

| Arbitro: | Lops (Torino) |

|                            |           |  |
| Colomba 30’ Mei 76’ (aut.) | Marcatori |  |

| Arbitro: | Ciulli (Roma) |

|  |           |                          |
|  | Marcatori | 16’ Altobelli 36’ Muraro |

## Statistiche

### Statistiche di squadra
| Competizione | Punti | In casa | In casa | In casa | In casa | In casa | In casa | In trasferta | In trasferta | In trasferta | In trasferta | In trasferta | In trasferta | Totale | Totale | Totale | Totale | Totale | Totale | DR |
| Competizione | Punti | G       | V       | N       | P       | Gf      | Gs      | G            | V            | N            | P            | Gf           | Gs           | G      | V      | N      | P      | Gf     | Gs     | DR |
| ------------ | ----- | ------- | ------- | ------- | ------- | ------- | ------- | ------------ | ------------ | ------------ | ------------ | ------------ | ------------ | ------ | ------ | ------ | ------ | ------ | ------ | -- |
| Serie B      | 38    | 19      | 8       | 8       | 3       | 29      | 24      | 19           | 3            | 8            | 8            | 11           | 15           | 38     | 11     | 16     | 11     | 29     | 24     | +5 |
| Coppa Italia |       | 2       | 0       | 1       | 1       | 1       | 3       | 2            | 0            | 1            | 1            | 1            | 3            | 4      | 0      | 2      | 2      | 2      | 6      | -4 |

### Statistiche dei giocatori
| Giocatore        | Serie B  | Serie B | Coppa Italia | Coppa Italia | Totale   | Totale |
| Giocatore        | Presenze | Reti    | Presenze     | Reti         | Presenze | Reti   |
| ---------------- | -------- | ------- | ------------ | ------------ | -------- | ------ |
| G. Alessandrelli | 14       | 0       | 2            | 0            | 16       | 0      |
| E. Bertuzzo      | 36       | 6       | 4            | 1            | 40       | 7      |
| F. Bonomi        | 30       | 1       | 4            | 0            | 34       | 1      |
| B. Festa         | 27       | 1       | 3            | 0            | 30       | 1      |
| D. Filisetti     | 27       | 1       | 2            | 0            | 29       | 1      |
| G. Finardi       | 14       | 0       | 1            | 0            | 15       | 0      |
| S. Garritano     | 23       | 5       | 2            | 0            | 25       | 5      |
| G. Mei           | 36       | 0       | 4            | 0            | 40       | 0      |
| M. Memo          | 24       | 0       | 2            | 0            | 26       | 0      |
| D. Montani       | 4        | 0       | 4            | 0            | 8        | 0      |
| V. Mostosi       | 15       | 0       | 4            | 0            | 19       | 0      |
| G.P. Percassi    | 13       | 0       | 0            | 0            | 13       | 0      |
| G.F. Reali       | 35       | 2       | 4            | 0            | 39       | 2      |
| A. Rocca         | 36       | 0       | 3            | 0            | 39       | 0      |
| A. Scala         | 31       | 7       | 2            | 0            | 33       | 7      |
| M. Schincaglia   | 14       | 3       | 3            | 0            | 17       | 3      |
| M. Storgato      | 18       | 0       | 2            | 0            | 20       | 0      |
| G. Vavassori     | 38       | 2       | 4            | 0            | 42       | 2      |
| A. Zambetti      | 16       | 0       | 2            | 0            | 18       | 0      |